# Jovy Marcelo
Jovy Marcelo, född den 21 juli 1965 i Quezon City, Filippinerna, död den 15 maj 1992 i Indianapolis, Indiana, USA, var en filippinsk racerförare.

## Racingkarriär
Marcelo var son till en racerförare, och tog upp tävlandet på allvar efter att ha studerat och gått ut en affärslinje i Kalifornien. Efter att ha deltagit i serier i såväl Storbritannien som Nya Zeeland, flyttade Marcelo tillbaka till USA, där han vann Atlantic Championship 1991. Till säsongen 1992 graduerade Marcelo till CART, där han blev den förste filippinske föraren att köra på hög internationell nivå. Han deltog i säsongens tre första tävlingar med begränsad framgång innan det var dags för Indianapolis 500.
Den 15 maj körde Marcelo en träningsrunda på banan, och bilen snappade och kraschade in i muren i cirka 275 km/h. Han avled ögonblickligen på grund av en skallfraktur under örat. Hjälmen han använde kritiserades, då kraschen i sig inte behövde vara dödlig, men den hade fel storlek och saknade vissa element som kunde gjort den säkrare. Marcelo blev 26 år gammal.